# Skåre kommun
Skåre kommun (norska: Skåre kommune) var en kommun i Rogaland fylke i sydvästra Norge. Kommunen omfattade större delen av den nuvarande kommunen Haugesunds yta (ett område runt omkring staden Haugesund). Orten Skåre utgjorde kommunens centralort.

## Administrativ historik
Skåre kommun upprättades den 1 november 1881 genom utbrytning ur Torvastads kommun. Kommunen hade 1 665 invånare vid upprättandet.
Den 1 januari 1911 överfördes ett bebott område (med 3 847 invånare) från Skåre kommun till Haugesunds kommun.
Den 1 januari 1958 gick Skåre kommun upp i Haugesunds kommun. Kommunens hade då 6 772 invånare.

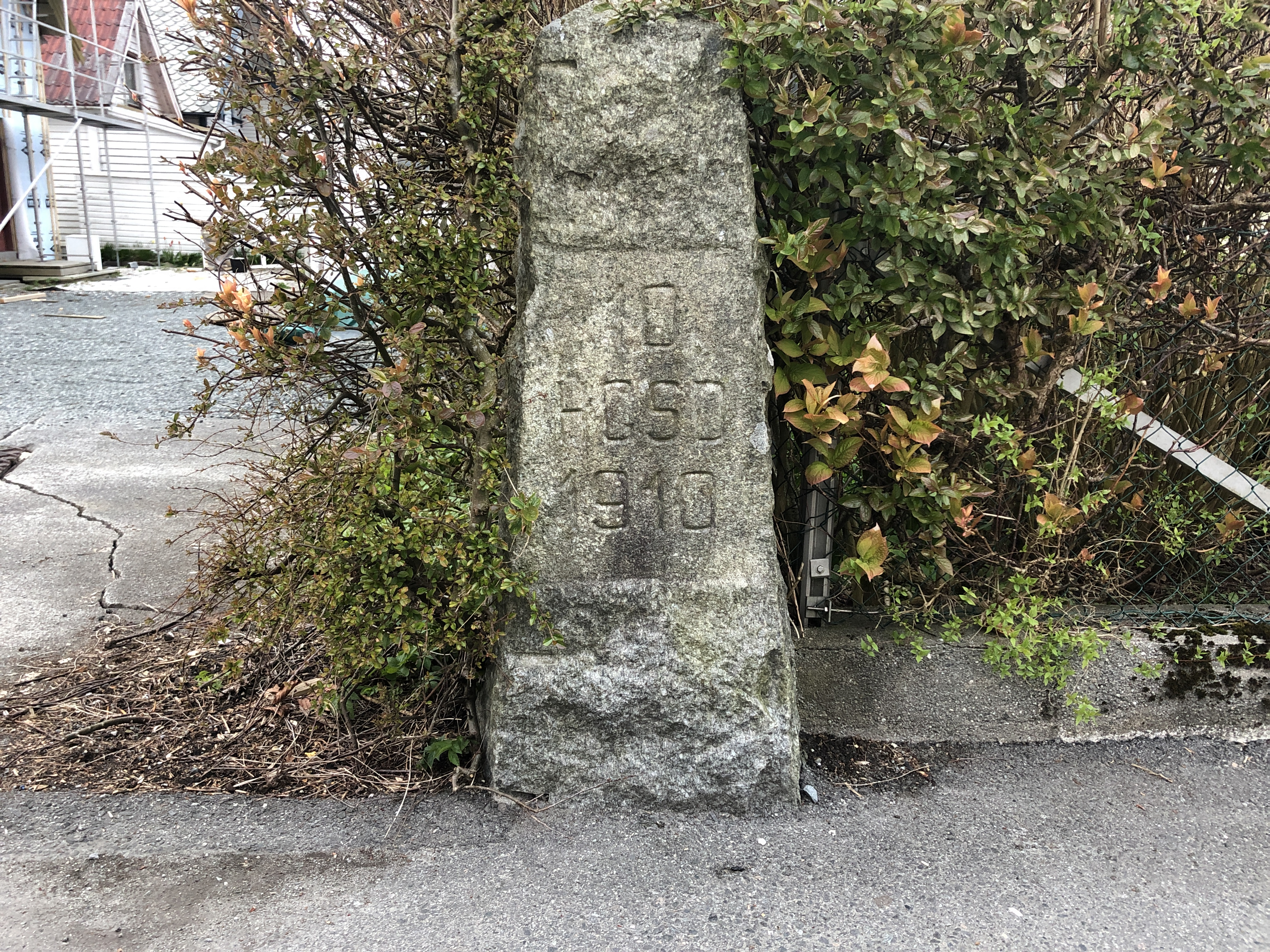
Gammal gränssten mellan Haugesunds och Skåre kommuner.